# Пол Ді Філіппо
Пол Ді Філіппо (англ. Paul Di Filippo; нар. 29 жовтня 1954) — американський письменник-фантаст та журналіст, співробітник «Вашингтон пост» та ряду інших видань, виступає зі статтями на різні теми: від літературної критики до музичних оглядів.

## Діяльність
Автор великої кількості оповідань, опублікованих у «Fantasy & Science Fiction», «Interzone», у збірниках «New Worlds». Також перу Ді Філіппо належать такі твори:
- Стімпанк — збірник науково-фантастичних оповідань (1995)
- Рібофанк — збірник науково-фантастичних оповідань (1996)
- Втрачені сторінки — збірник науково-фантастичних оповідань (1998)
- Дивні заняття — збірник науково-фантастичних оповідань (2001)
- Печінка Джо (2000)
- Вавилонські сестри та інші постлюди — збірник науково-фантастичних оповідань (2002)

Також Ді Філіппо добре відомий як критик: він регулярно пише огляди відразу для кількох провідних журналів наукової фантастики, його критичні статті з'являються у кожному номері «Asimov's Science Fiction» і «The Magazine of Fantasy and Science Fiction». Крім того, Пол Ді Філіппо часто посилає огляди і критичні статті на інтернетівські сайти, серед яких «Science Fiction Weekly», «Locus Online», «Tangent Online» та інші.

### Новели
- Ciphers: A Post-Shannon Rock 'N' Roll Mystery (1997)
- Would It Kill You to Smile? (as Philip Lawson, with Michael Bishop) (1998)
- Joe's Liver (2000)
- Muskrat Courage (as Philip Lawson, with Michael Bishop) (2000)
- A Mouthful of Tongues: Her Totipotent Tropicanalia (2002) (erotica)
- A Year in the Linear City (2002) (novella)
- Fuzzy Dice (2003)
- Spondulix (2004)
- Harp, Pipe, And Symphony (2004)
- Creature from the Black Lagoon: Time's Black Lagoon (2006)
- Cosmocopia (2008)

### Збірки
- The Steampunk Trilogy (1995)
- Destroy All Brains! (1996)
- Ribofunk (1996)
- Fractal Paisleys (1997)
- Lost Pages (1998)
- Strange Trades (2001)
- Little Doors (2002)
- Babylon Sisters (2002)
- Neutrino Drag (2004)
- The Emperor of Gondwanaland (2005)
- Shuteye for the Timebroker (2006)
- Plumage From Pegasus (2006)
- Harsh Oases (2009)

### Комікси
- Top Ten: Beyond the Farthest Precinct (2005)
- Doc Samson (2006)

### Вибрані оповідання
- Wikiworld, part of the anthology Fast Forward 1: Future Fiction from the Cutting Edge (February 2007)

| Письменник | Це незавершена стаття про письменника. Ви можете допомогти проєкту, виправивши або дописавши її. |